# Am Horn 39
Das Haus Am Horn 39 in der Parkvorstadt von Weimar ist ein denkmalgeschütztes Wohnhaus in Weimar.

## Geschichte und Architektur
Der Bauherr des Gebäudes war der Rentier Friedrich Specht aus Berlin-Friedenau, weshalb es auch Haus Specht genannt wird. Es entstand 1905/06 nach Plänen von Heinrich Metzendorf (1866–1923), der zusammen mit seinem Bruder Georg Metzendorf (1874–1934) ein Architekturbüro in Bensheim betrieb.
Für seinen Entwurf nutzte er die Hanglage zum Park an der Ilm für den nur eingeschossigen Baukörper aus. Das Souterrain an der Talseite tritt als Vollgeschoss in Erscheinung. Das Ziegelmauerwerk auf dem Sockel ist durch Natursteinbossen aus Kalkstein bzw. Travertin verblendet. Darüber ist das Gebäude verputzt. Darüber befindet sich ein ziegelgedecktes Mansarddach mit Schopfwalm, das seine charakteristische Kontur bestimmt. Das Arrangement, das sich bereits an der Treppe andeutet, ist spannungsreich aus geschlossenen Wänden und Wandöffnungen und unterschiedlichen Oberflächenstrukturen und handwerklichen Details insbesondere am Hauseingang gekennzeichnet. Das Gebäude wurde erbaut im Reformstil.
Bei der 2000 erfolgten Sanierung des Hauses wurde die Innentreppe erneuert. Aus der Bauzeit sind noch die Fußböden und die Innentüren erhalten. Es besitzt zudem unterhalb des Kellergeschosses einen in den Hang vertieften Wein- und Eiskeller. Es wurde auch Haus zur Sonne genannt. Einer der Besitzer war die Burg- und Reichsgräfin Margarete (Daisy) Ursula zu Dohna-Schlodien (1880–1969). Zu Beginn des 20. Jahrhunderts beherbergte das Haus eine Pension, in der Gabriele Reuter in der Zeit von 1939 bis 1941 wohnte.
Eine Gedenktafel für Gabriele Reuter gibt es an diesem Gebäude nicht, aber am Haus Freiherr-vom-Stein-Allee 5, wo sie von 1929 bis 1939 wohnhaft war.